# 茘波県
茘波県（れいはけん、中国語: 荔波县）は中華人民共和国貴州省黔南プイ族ミャオ族自治州の管轄下にある県。県人民政府は玉屏街道にある。

## 地理
1994年、カルスト地形が集中する樟江沿岸の「茘波樟江風景名勝区」は中華人民共和国国家級風景名勝区に認定された。水の美しさで知られる。
2007年、雲南省石林・重慶武隆と共同で組成された中国南方カルストがユネスコ世界遺産に登録された。貴州省で初の自然遺産である。石灰岩の上を水が何段もの小型の滝を作って流れ落ちる「68段蹉水瀑布」等がしられる。

## 行政区画
- 街道：玉屏街道
- 鎮：茂蘭鎮、甲良鎮、朝陽鎮、佳栄鎮、小七孔鎮
- 民族郷：瑤山ヤオ族郷、黎明関スイ族郷

## 人物
- 潘新簡
- 鄧恩銘

## 交通

### 航空
- 茘波空港（中国語版）

### 鉄道
- 中国国家鉄路集団
  - 貴南旅客専用線（中国語版）

### 道路
- 高速道路
  - S88 榕麻高速道路